# Steve Toussaint
Steve Toussaint (Birmingham, 22 maart 1965) is een Brits acteur.

## Carrière
Toussaint begon in 1994 met acteren in de televisieserie The Memoirs of Sherlock Holmes. Hierna speelde hij nog meerdere rollen in televisieseries en films, zoals Judge Dredd (1995), The Knock (1994-2000), The Bill (2005), The Sands of Time (2010) en Scott & Bailey (2014). Sinds 2022 vertolkt hij de rol van Corlys Velaryon in de fantasy-televisieserie House of the Dragon van HBO.

## Filmografie

### Films
Uitgezonderd korte films.
- 2023 Gassed Up - als Roy
- 2019 Masters of Love - als vader
- 2015 Point Break - als afdelingshoofd FBI
- 2014 Asylum - als Powell
- 2010 The Sands of Time - als Seso
- 2008 Broken Lines - als Physio
- 2008 Mutant Chronicles - als kapitein hn McGuire
- 2007 Flight of Fury - als kolonel Ratcher
- 2005 Shooting Dogs - als Roland
- 2003 The Sin Eater - als rechercheur uit New York
- 2001 Dog Eat Dog - als Darcy
- 2000 Circus - als Black
- 1999 Doomwatch: Winter Angel - als Luke
- 1998 Macbeth - als Lennox
- 1995 Judge Dredd - als leider jachtteam
- 1995 I.D. - als Shadwell Fan

### Televisieseries
Uitgezonderd eenmalige gastrollen.
- 2022-2024 House of the Dragon - als Lord Corlys Velaryon - 14 afl.
- 2021-2022 Before We Die - als Kane - 8 afl.
- 2021 It's a Sin - als Alan Baxter - 2 afl.
- 2020 In the Long Run - als Charles Lander - 3 afl.
- 2019 Deep Water - als Adam - 3 afl.
- 2018 Pine Gap - als Ethan James - 6 afl.
- 2018 Our Girl - als Roger Mendez - 2 afl.
- 2017 Fortitude - als Lamont Bailey - 2 afl.
- 2016 Berlin Station - als Benjamin Taylor - 3 afl.
- 2015 Lewis - als commissaris Joseph Moody - 6 afl.
- 2015 Tut - als King Tushratta - 3 afl.
- 2015 DCI Banks - als Michael Osgood - 2 afl.
- 2014 Scott & Bailey - als Will Pemberton - 4 afl.
- 2014 Line of Duty - als Mallick - 3 afl.
- 2014 Silent Witness - als Richard Parkwood - 2 afl.
- 2009 Holby City - als Charles Harrison - 2 afl.
- 2007-2008 CSI: Miami - als rechter Hugo Kemp - 3 afl.
- 2007 Silent Witness - als pastoor Funmi Lambo - 2 afl.
- 2005 The Bill - als Nick Austin - 9 afl.
- 2005 Broken News - als Adam Lockwood - 6 afl.
- 2004 My Dad's the Prime Minister - als secretaris transportafdeling - 7 afl.
- 2004 Family Affairs - als Caleb Andrews - 3 afl.
- 2002 Waking the Dead - als Charlie Bellows - 2 afl.
- 2002 Doctors - als D.I. Mike Trent - 15 afl.
- 1994-2000 The Knock - als Barry Christie - 37 afl.

## Computerspellen
- 2024 Tales of Kenzera: Zau - als Bomami
- 2021 Jurassic World Evolution 2 - als George Lambert
- 2018 World of Warcraft: Battle for Azeroth - als stem
- 2018 Jurassic World Evolution - als George Lambert

- Bibliothèque nationale de France: cb15553460f (data)
- Gemeinsame Normdatei: 1062441192
- International Standard Name Identifier: 0000 0003 6386 7974
- Library of Congress Control Number: no2018037160
- MusicBrainz: 6a553729-b18c-4ad2-8611-c59924e34f3a
- Nationale Bibliotheek van Israël: 987010188443905171
- Nederlandse Thesaurus van Auteursnamen: 310410274
- Virtual International Authority File: 226087663
- WorldCat: E39PBJpPyffPKfFWywWwpQ8grq